# Ахриевы
Ахри́евы – княжеский род (аьла) в Джейрахе, выходцы из аула Фуртоуг (основан предком рода Оахаром / Ахри). Ахриевы, Льяновы с Боровыми считались в одном братстве. В 20-х гг. нашего столетия они стали заключать между собой брачные союзы, запрещенные ранее. Ахри́евы из Яндырки - однофамильцы, (в середине XX века) их несколько семей — птр. Бештоевых, кантышевские — птр. Кодзоевых. Из Фуртоуга происходят многие славные сыны ингушского народа.

## История
В 1733 году Ахриевы вместе с другими владельцами подписали письмо о подданстве грузинскому царю Вахтангу VI.